# المنتخب الإسباني للعلم
المنتخب الإسباني للعلم هو تكريم يُمنَح لأفضل العلماء الإسبان في كل عام، وتُنظِّمه سنويًا مجلة كوو ووالمجلس الأعلى للبحوث العلمية في إسبانيا منذ عام 2014. وقد أُنشئ هذا التكريم مستفيدًا من الشعبية الواسعة للمنتخب الوطني الإسباني لكرة القدم في عام 2014. وسنويًا، يُختار فريق مكوَّن من أحد عشر إلى ثلاثة عشر عالمًا من مجالات مختلفة، ويُقدَّم لهم قميصٌ يحمل ألوان وشعارات المنتخب الوطني الإسباني لكرة القدم.
تقوم لجنة تحكيم مكوَّنة من شخصيات بارزة في مجال العلوم والنشر العلمي باختيار التشكيلة السنوية. ويأتي العلماء المختارون من ميادين البحث المختلفة، سواء العلمية والتقنية، والعلوم الإنسانية من أمثال علماء الأحياء، والأطباء، والفيزيائيين، والكيميائيين، والصيادلة، وعلماء الحفريات، والمهندسين، وعلماء الحاسوب، وعلماء الآثار، والمؤرخين، أو علماء الاجتماع.

## أعضاء الفريق

### 2014
في عام 2014 في حفل أقيم في المجلس الأعلى للرياضة، قُدم الاختيار الأول المكون من ثلاثة عشر عالمًا: 
- عالم الحفريات خوان لويس أرسواجا، عالم الكيمياء الحيوية والأحياء الجزيئية ماريا بلاسكو مارويندا، الفيزيائي إجناثيو ساستورين، الكيميائي أبيلينو كورما، عالم الأحياء البحرية كارلوس مانويل دوارتي، الفيزيائي بيدرو ميغيل إيتسينيكي، طبيب القلب بالنتين فوستر فوستار كارويا، الصيدلي وعالم الكيمياء الحيوية خوان كارلوس إثبيسوا، الصيدلي وعالم الكيمياء الحيوية خوان ماساجي، عالم الفيزياء والكيمياء الحيوية بيري بويجدومينيك، عالمة الكيمياء الحيوية مارجريتا سالاس، الصيدلانية ثيليا سانشيث راموس، وعالم حفريات الديناصورات خوسيه لويس سانث.

### 2015
في عام 2015، اخُتير أحد عشر باحثًا: الفيزيائي خافيير أيزبوروا، الطبيب وعالم الأوبئة بيدرو ألونسو، عالم الفيزيولوجيا العصبية كارلوس بيلمونتي، عالم الرياضيات دييغو كوردوبا، عالمة الاجتماع ماريا أن' جليس دوران، المهندسة الصناعية إيلينا غارسيا، عالم الأحياء الجزيئي كارلوس لوبيز أوتين، عالم الأحياء جينيس موراتا، عالم الأعصاب أنجيلا نييتو، عالم الحفريات أنطونيو روزاس والكيميائية ماريا فاليت.

### 2016
في عام 2016 أقيم حفل التقديم في مقر المجلس الأعلى للتعليم، وتم تقديم القمصان من قبل رياضيين معروفين. عالم الكيمياء الحيوية ماريانو بارباسيد، جراح التجميل بيدرو كافاداس، عالم الأحياء ميغيل ديليبيس دي كاسترو، عالم الأحياء العصبية مارا ديرسن، الصيدلي ماريانو إستيبان، الطبيب مانيل إستلر، عالم المصريات خوسيه مانويل غالان، الفيزيائي خوان خوسيه غوميز كاديناس، الكيميائي وعالم تكنولوجيا النانو لورا ليتشوغا، الفيزيائية سوزانا ماركوس، عالم الأحياء الدقيقة. تم اختيار فرانسيسكو ج. مارتينيز موجيكا، وعالم الأحياء كارمن مارتينيز رودريغيز والفيزيائي ألبرتو رويز خيمينو.

### 2017
في عام 2017 حدث الاحتفال، ضمن حفل السادس للعلوم والابتكار، بالتعاون مع ماركا إسبانيا.[5] تم اختيار عالم الفيزياء الفلكية غيليم أنجلادا-إيسكودي، والمهندس الزراعي ماريا كارمن كولادو أموريس، وعالم الأحياء خافيير دي فيليبي أوروكويتا، وعالم الأحياء أنطونيو فيغيراس هويرتا، وعالم الحفريات كارليس لالويزا فوكس، والفيزيائي وعالم الكمبيوتر رامون لوبيز دي. مانتاراس، والمهندس كونشا مونخي، وعالم الأحياء أليخاندرو أوكامبو، وعالم الآثار ليونور بينيا تشوكارو، وعالم الجيولوجيا البيئية كزافييه كيرول، وعالم تكنولوجيا النانو خافيير تامايو، وعالم الفيزياء لويس تورنر، وعالم الفيزياء الفلكية جوزيب ماريا تريغو.

### 2028
في عام 2018 تم عقد العرض في مقر CSIC. تم اختيار التالية أسماؤهم: الفيزيائيان مونتسيرات كاليخا وخوسيه أنطونيو فونت، الطبيب خوان فويو، الفيزيائية مايا غارسيا، الطبيب كانديلاريا غوميز مانزانو، المؤرخ كارمن إغليسياس كانو، عالم الكيمياء الحيوية دانييل لوبيز سيرانو، عالم الأورام إيفان ماركيز روداس، عالم الصيدلة بورا مونيوز كانوفيس، عالم الكيمياء الحيوية خوسيه ماريا أوردوفاس، عالم الحفريات إنريكي بينالفر، عالم الرياضيات فرانسيسكو سانتوس ليل والفيزيائية أليسيا سينتس.